# Silvae
Le Silvae sono una raccolta di poesie in lingua latina scritte in esametri, endecasillabi e metrica lirica da Publio Papinio Stazio. I soggetti sono vari e forniscono agli studiosi una ricchezza di informazioni sulla Roma domizianea e sulla vita di Stazio stesso.

## Composizione
La raccolta è composta da 32 componimenti divisi in cinque libri. Ogni libro contiene una prefazione in prosa che introduce e dedica il libro stesso. 
Le Silvae furono probabilmente composte da Stazio tra l'89 ed il 96. I primi tre libri sembrano essere stati pubblicati assieme dopo il 93 (un anno dopo la pubblicazione della Tebaide), ed il quarto libro fu probabilmente pubblicato nel 95. Si pensa che il libro 5 sia uscito postumo nel  96 circa. Ogni libro è databile confrontandone il contenuto con quello di altri autori contemporanei, quali Marziale. 
Il titolo della raccolta ha causato dibattiti tra alcuni studiosi, dato che si pensa derivare dal perduto Silvae di Lucano. In latino silva, il cui plurale nominativo è silvae, può significare sia "foresta" che "materiale" ed era usato per descrivere l'abbozzo di una poesia scritta velocemente in un momento di grande ispirazione, e poi adattata ad una metrica poetica. Questo fa ipotizzare che le Silvae siano state rielaborate partendo da brani di poesia scritti nel giro di pochi giorniː in effetti, Stazio descrive il suo metodo di scrittura nella prefazione del primo libro, dicendo mihi subito calore et quadam festinandi voluptate fluxerant cum singulti de sinu meo prodiderint ([essi] fluiscono dalla mia penna nel caldo del momento, una sorta di piacevole fretta, emergendo dal mio seno uno per uno). Prosegue la prefazione dicendo che nessuna poesia richiese più di due giorni per essere scritta. 
Quasi tutte le poesie sono dedicate ad un protettore e sono accompagnate da titoli considerati un'aggiunta successiva dell'autore.

## Struttura

### Libro I
La prefazione a questo libro contiene la dedica a L. Arrunzio Stella, in cui il poeta descrive ansiosamente il suo veloce stile di composizione, spera che la sua poesia sia abbastanza divertente e fornisce una veloce descrizione delle poesie e del contesto in cui furono scritte.

### Libro II

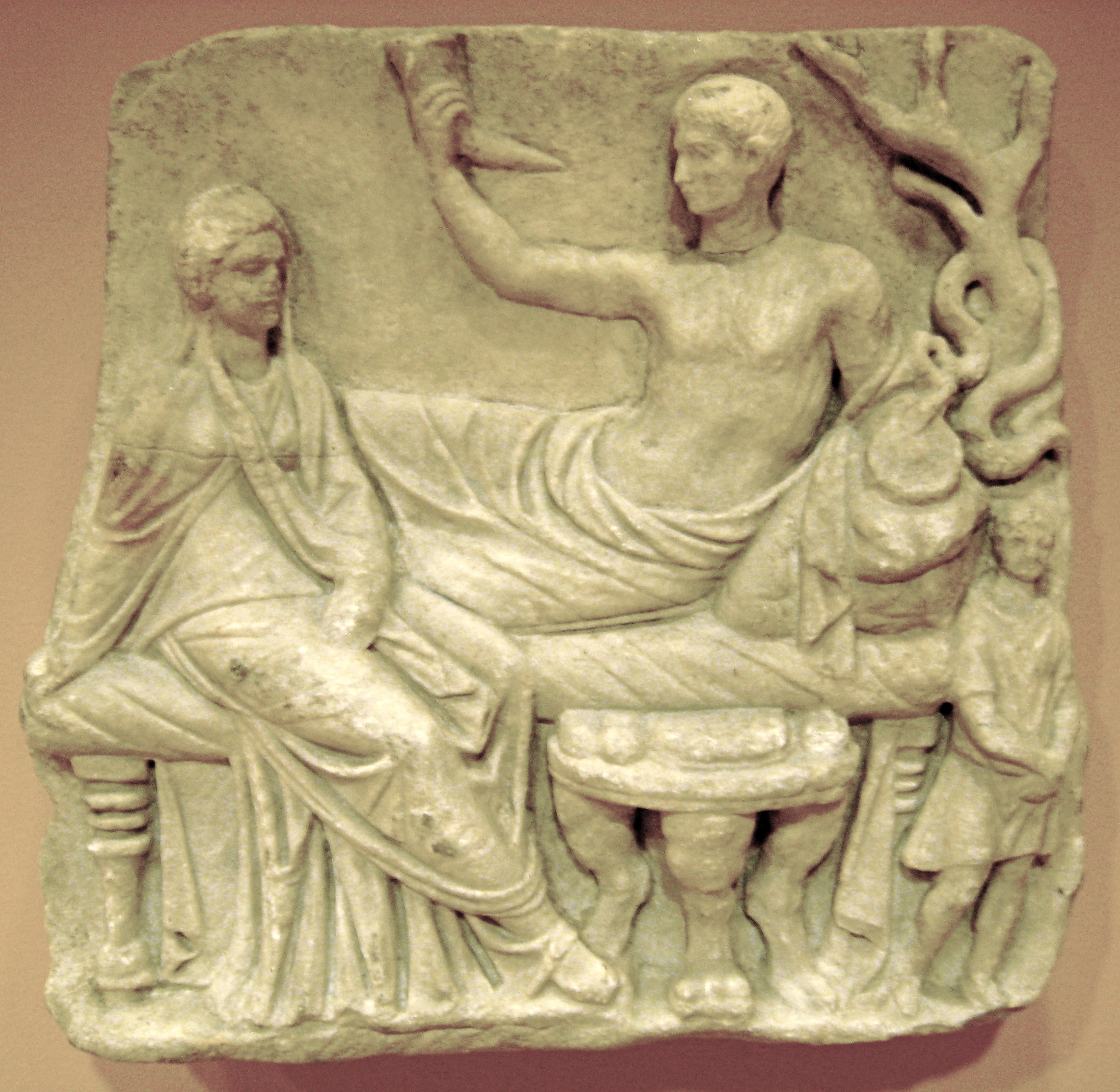
Bassorilievo romano raffigurante una festa funeraria

La prefazione dedica il libro ad Atedio Meliore e sintetizza i poemi contenuti focalizzandosi sulla perdita, sulla descrizione degli oggetti, e concludendo con un genetliaco.

### Libro III
Il terzo libro è dedicato al Pollio Felice citato in II, 2. Stazio racconta la confidenza che ha ora con le proprie Silvae e l'aiuto fornitogli da Pollio nella composizione. Le poesie parlano di consolazione, descrizione, e terminano con un'esortazione alla moglie di Stazio ad andare con lui a Napoli.

### Libro IV
Questo libro è dedicato a M. Vitorio Marcello. Le strutture metriche dei poemi del quarto libro variano molto rispetto a quelle dei primi tre. Stazio include una risposta alle critiche ricevute per i precedenti libri, dicendo che il quarto contiene più poesie degli altri, cosicché non pensino che le critiche lo abbiano convinto a non pubblicare più.

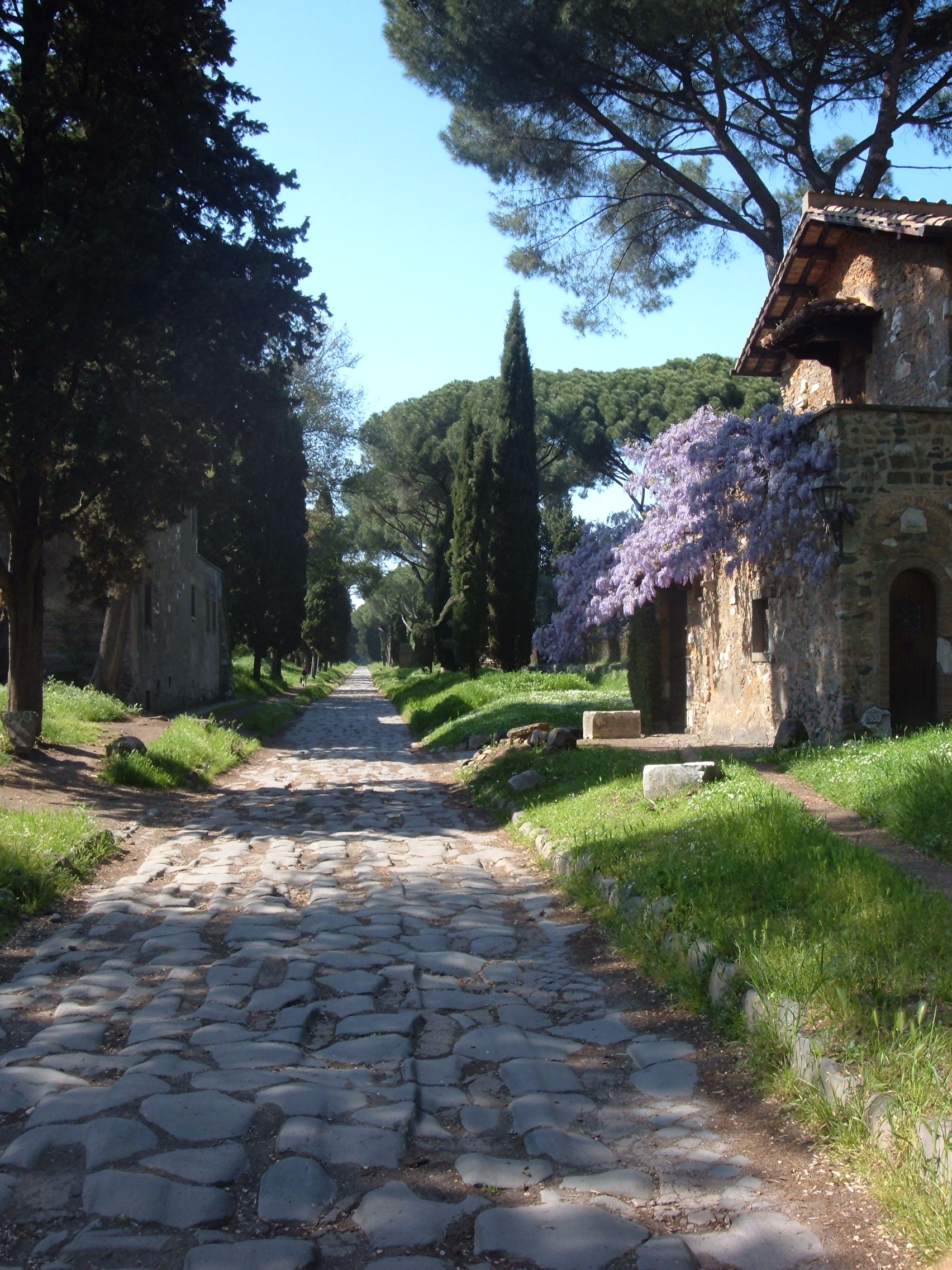
Fotografia della Via Appia, strada simile alla Via Domitiana che Stazio cita in IV, 3.

### Libro V
Questo libro finale delle Silvae è dedicato a Flavio Abascanto, lodato per il suo amore nei confronti della moglie Priscilla.

## Stile e fortuna
Lo stile di Stazio è stato descritto come estremamente elaborato, ed è stato collegato ad uno specifico bilinguismo, nel cerchio culturale greco di Napoli. Gli esempi mitologici, i topoi e l'elaborata descrizione aumentano le lodi alle vite dei suoi protettori ed ai loro possedimenti. Utilizza anche alcuni tipi standard di composizione retorica quali epitalamio, propemptico e genetliaco. 

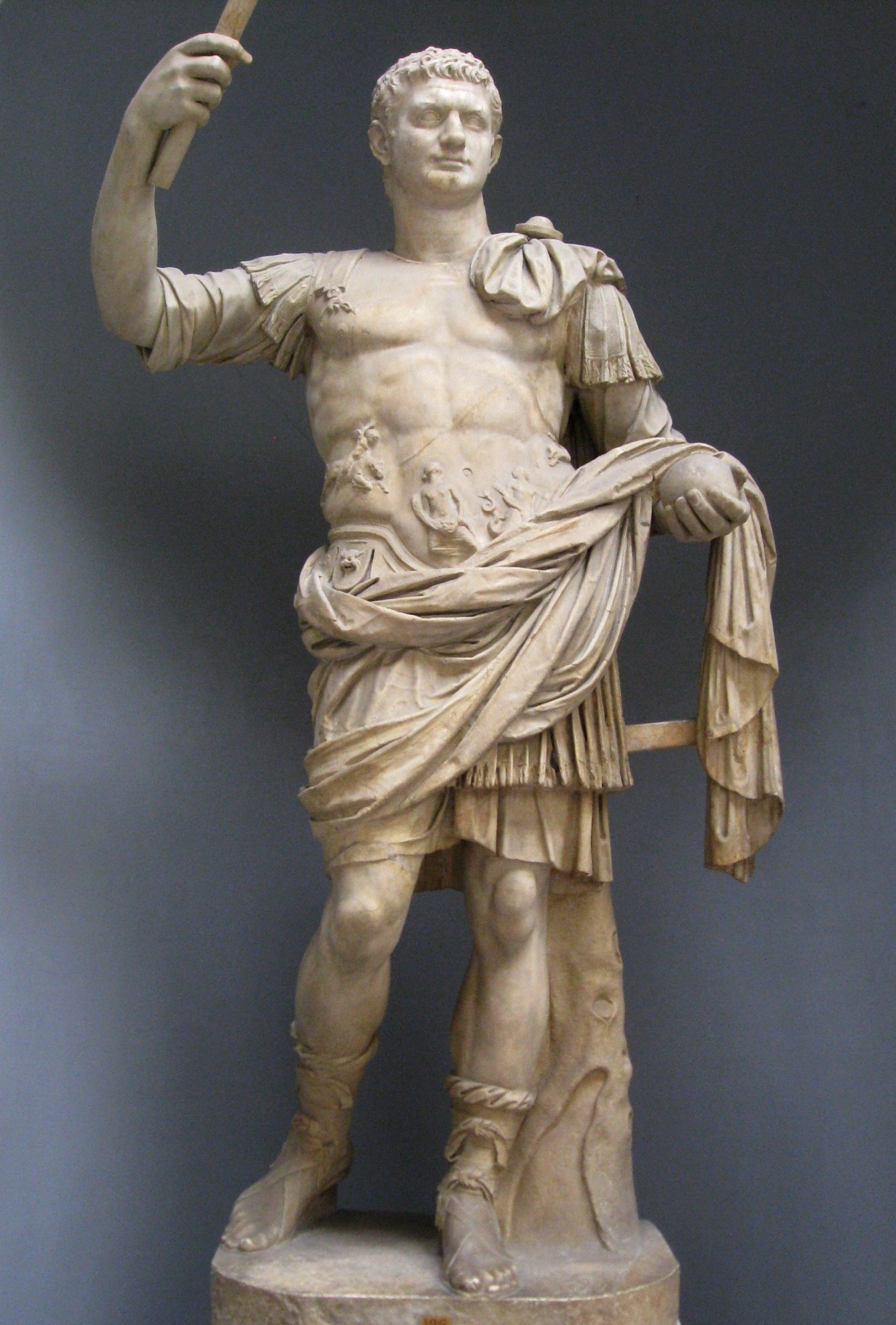
Scultura romana di Domiziano, situata nel Museo Vaticano

Il suo utilizzo della mitologia è stato interpretato come metodo per adulare i suoi protettori e contemporaneamente per autoassolversi dalla responsabilità delle lodi sperticate. Molti studiosi hanno fatto notare la tensione tra il metodo frettoloso di composizione di Stazio e lo stile lucido dei suoi pezzi ed hanno sottolineato l'utilizzo fatto dal poeta dell'arrangiamento dei libri e della scelta della metrica in modo da trasmettere sottili significati.
Come detto, la somiglianza del titolo fa pensare che Stazio abbia modellato le proprie Silvae sull'omonima raccolta di Lucano, anche se la scomparsa di quest'ultima opera rende difficile il paragone. Vi era ai tempi una grande tradizione di poesia e prosa panegirica latina che oggi è quasi perduta completamente, ma che può ancora essere notata in opere come la Laus Pisonis e le Elegiae in Maecenatem. 
Catullo e la sua raccolta di poesie polimetriche sembrano essere stati un'importante fonte d'ispirazione per Stazioː infatti, molte delle sue poesie utilizzano la metrica preferita da Catullo, gli endecasillabi, ed anche i temi trattati sono simili alla varietà di quelli di Catullo, anche se Stazio evita le invettive di Catullo se non scherzosamente a IV, 9. 
Anche Orazio fu un importante modello, la cui influenza è visibile soprattutto nelle composizioni liriche di Stazio (IV 5,7) e nelle Epistole (IV 4). Lo stile narrativo di Ovidio si trova nella storia di Pan in II, 3. I riferimenti a Virgilio abbondano; molti degli exempla di Stazio nelle poesie derivano dal carattere dell'Eneide. 
Infine, la poesia di Lucano serve come ispirazione per II, 7. 
Dal lato greco, sappiamo dall'ode al proprio padre (V, 3) che Stazio aveva familiarità con i canonici nove poeti lirici, con Callimaco e con i poeti della Pleiade, mentre Pindaro è forse uno di coloro che più influenzarono Stazioː la natura panegiristica della sua poesia, i suoi esempi mitologici e le sue invocazioni rispecchiano tutti la convenzione pindarica (IV, 7).
Tuttavia, i riscontri critici verso le Silvae sono stati sempre decisamente negativi, dato che le relazioni tra Stazio, Domiziano e la sua corte lo hanno reso oggetto di una svalutazione; in tempi recenti, Stazio è stato rivalutato e le sue Silvae sono state coinvolte nella sua riabilitazione.
La poesia occasionale e panegirica, dopo Stazio, fu fortemente influenzata da lui, particolarmente nelle opere di Claudiano e Nemesiano. 
Nel rinascimento le Silvae ricevettero nuovi commenti, prima da Domizio Calderini (1469) e poi, più importanti, da Angelo Poliziano (1480) al quale si deve la popolarizzazione della raccolta nella cultura occidentale. Poliziano per primo collegò le Silvae alle opere di Quintiliano ed apprezzò lo stile appreso da Stazio; da quel momento molti suoi poemi utilizzarono il modello delle Silvae, ed anch'egli pubblicò la sua opera col titolo di Sylvae. La poesia di Poliziano ispirò altri, e portò alla convenzione di intitolare qualsiasi raccolta di poesie occasionali col nome di Sylvae. Per questo genere, Giulio Cesare Scaligero aggiunse l'antica convenzione di formalizzare i sottogeneri, quali epithalamia e propemptica. Nell'Olanda del 1600, le Silvae divenne una fonte fondamentale presso l'Università di Leida. Il letterato Ugo Grozio, all'inizio del XVII secolo, compose delle Sylvae laudative che si basavano sulla poesia di Stazio, e produsse una propria edizione commentata. Nel 1685 il poeta inglese John Dryden compose una raccolta di poesie miste chiamata Sylvae.